# Maria Chiara Carrozza

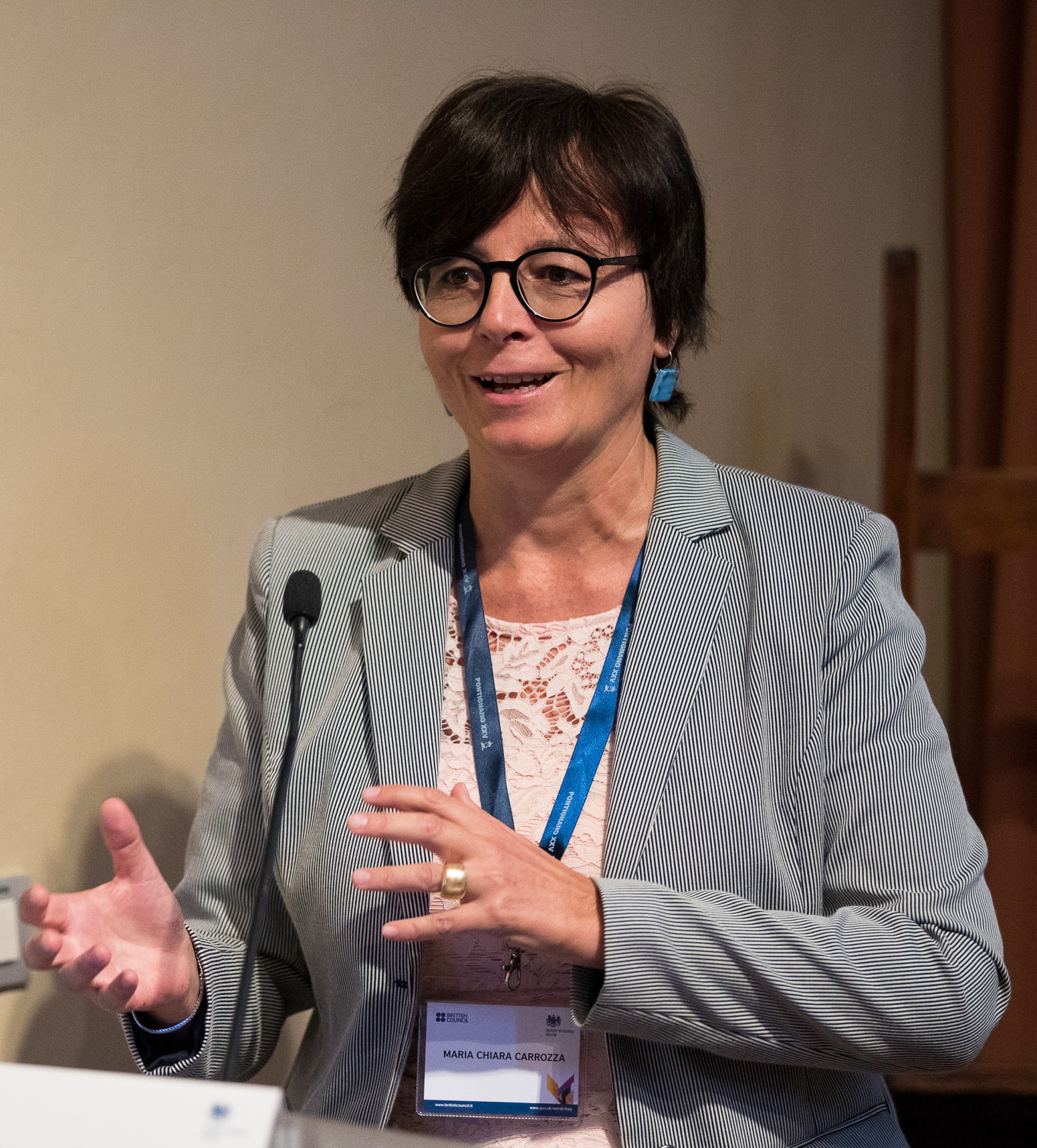
Maria Chiara Carrozza (2017)

Maria Chiara Carrozza (* 16. September 1965 in Pisa) ist eine italienische Hochschullehrerin, Wissenschaftsmanagerin und Politikerin.

## Leben
Carrozza absolvierte ein Studium der Physik und promovierte in Ingenieurwissenschaften. Von 2007 bis zum Februar 2013 war sie Rektorin der Elite-Hochschule Scuola Superiore Sant’Anna in Pisa, wo sie Wirtschafts- und Bioingenieurwesen lehrt.
Bei den Parlamentswahlen 2013 für die 17. Legislaturperiode zog Carrozza als Kandidatin der Demokratischen Partei (PD)  in die italienische Abgeordnetenkammer ein (sie war als Spitzenkandidatin in der Toskana angetreten). Vom 28. April 2013 bis zum 22. Februar 2014 war sie Ministerin für Bildung, Universitäten und Forschung im Kabinett Letta.
Am 12. Februar 2020 wurde Carrozza durch Papst Franziskus zum ordentlichen Mitglied der Päpstlichen Akademie für das Leben ernannt.
Im April 2021 wurde sie von der Regierung Draghi als erste Frau zur Präsidentin des Consiglio Nazionale delle Ricerche mit einer Amtszeit von vier Jahren ernannt.